# Ivan Illarionovič Voroncov-Daškov
Conte Ivan Illarionovič Voroncov-Daškov, in russo Иван Илларионович Воронцов-Дашков? (2 giugno 1790 – 26 giugno 1854), è stato un nobile e diplomatico russo.

## Biografia
Era l'unico figlio del conte Illarion Ivanovič Voroncov (1760-1790), figlio di Ivan Illarionovič Voroncov, e di sua moglie, Irina Ivanovna Izmajlova (1768-1848). Era un bambino debole e malaticcio, trascorse diversi anni con la madre all'estero. Viaggiarono in Italia con la sorella di sua madre, la principessa Evdokija Ivanovna Izmajlova. Sua madre era una persona energica, ed è stata in grado non solo di dare al figlio una buona educazione, ma anche aumentò notevolmente la sua fortuna.
Nel mese di agosto 1807, il decreto dell'imperatore Alessandro I  permise di aggiungere il cognome Daškov al suo.

## Carriera
Prestò servizio presso il dipartimento degli affari esteri (1822-1827). Fu ambasciatore a Monaco (1827-1831) e a Torino. Nel 1831 gli venne concesso il titolo di maresciallo della Corte Imperiale e il 2 aprile 1838 divenne consigliere segreto.

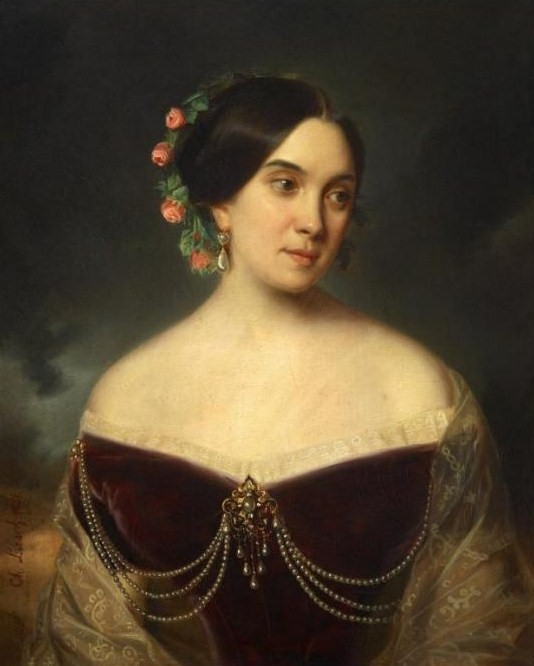
Aleksandra Kirillovna Naryškina

Massone, fu membro della Loggia degli "Amici riuniti" nel 1810, col settimo grado, di Eletto. 

## Matrimonio
Nel 1834 sposò Aleksandra Kirillovna Naryškina (1817-1856), figlia del maresciallo capo della Corte, un membro del Consiglio di Stato Kirill Aleksandrovič Naryškin. Ebbero due figli:
- Irina Ivanovna (1835-1924), sposò il conte Fëdor Ivanovič Paskevič, non ebbero figli;
- Illarion Ivanovič (27 maggio 1837-25 gennaio 1916).